# نوا لوانته
نوا لوانته (به ایتالیایی: Nova Levante) یک کومونه در ایتالیا است که در تیرول جنوبی واقع شده‌است. نوا لوانته ۵۰٫۸ کیلومتر مربع مساحت و ۱٬۹۱۰ نفر جمعیت دارد.